# Matang Puntong (Seunudon)
Matang Puntong is een bestuurslaag in het regentschap Aceh Utara van de provincie Atjeh, Indonesië. Matang Puntong telt 922 inwoners (volkstelling 2010).